# Medaglia commemorativa della Battaglia di Verdun
La Medaglia commemorativa della Battaglia di Verdun (in francese: Médaille commémorative de la Bataille de Verdun) è una decorazione creata dalla città di Verdun il 20 novembre 1916 per commemorare la Battaglia di Verdun. Non è una medaglia ufficiale, ma il distintivo dei "soldati di Verdun". Hanno diritto a questa medaglia solo i veterani degli eserciti francesi o alleati che erano in servizio di comando tra il 31 luglio 1914 e l'11 novembre 1918, nel settore di Verdun, tra Argonne e Saint-Mihiel, nella regione di Verdun. I nomi dei soldati di Verdun sono scritti nel registro depositato nella cripta del monumento alla vittoria eretto nel centro della città. I nomi dei soldati sono anche sui libri degli ospiti, conservati nel Museo della Guerra della città di Verdun.

## Caratteristiche
- Distintivo: in bronzo, con un modulo di 27 mm, questa medaglia reca sul dritto la testa dell'elmo della Repubblica che tiene in mano una sciabola con sopra la scritta “On ne passe pas” (Non passiamo) e la firma del Verniero; sul verso, la facciata della Porte Chaussée, sormontata dal nome di Verdun, circondata da palme e in basso la data 21 febbraio 1916 (inizio della battaglia).
- Nastro: rosso con tre piccole strisce verticali blu-bianco-rosse su ogni lato.

## Modelli
I diversi modelli della medaglia Verdun in ordine di rarità:
- Modello Vernier
- Modello Prudhomme
- Modello Révillon
- Modello Augier
- Modello Marie Stuart, chiamato anche Model René
- Modello Pautot (medaglia triangolare)
- Modello Steiner